# Lars Vikan Rise
Lars Vikan Rise, född 23 november 1988, är en norsk friidrottare (mångkamp). tävlande för klubben Nidelv. 
Rise har deltagit utom tävlan vid de svenska mästerskäpen i friidrott. Sålunda vann han sjukampstävlingen vid inomhus-SM 2016.

## Personliga rekord
| Utomhus - 100 meter – 11,16 (Des Moines, Iowa USA 8 juni 2011) - 100 meter – 11,06 (medvind) (Lubbock, Texas USA 15 maj 2009) - 400 meter – 49,77 (Des Moines, Iowa USA 8 juni 2011) - 1000 meter – 2:20,64 (Marrakech, Marocko 14 juli 2005) - 1 500 meter – 4:31,23 (Des Moines, Iowa USA 10 juni 2011) - 110 meter häck – 15,02 (Lubbock, Texas USA 16 maj 2009) - 400 meter häck – 56,33 (Trondheim, Norge 29 juli 2007) - Höjd – 2,07 (Ribeira Brava, Portugal 5 juli 2014) - Stav – 4,70 (Columbia, Missouri USA 15 maj 2010) - Stav – 4,70 (Azusa, Kalifornien USA 15 maj 2010) - Längd – 7,33 (Lubbock, Texas USA 15 maj 2009) - Längd – 7,46 (medvind) (Fayetteville, Arkansas USA 10 juni 2009) - Kula – 16,60 (Midtkiløra, Norge 13 juli 2008) - Kula – 16,26 (Lubbock, Texas USA 15 maj 2009) - Diskus – 46,25 (Norman, Oklahoma USA 14 maj 2011) - Slägga – 39,70 (Trondheim, Norge 23 juli 2012) - Spjut – 71,71 (Barcelona, Spanien 29 juli 2010) - Tiokamp – 7 942 (Des Moines, Iowa USA 10 juni 2011) - Tiokamp – 7 925 (Kladno, Tjeckien 11 juni 2016) | Inomhus - 60 meter – 7,20 (College Station, Texas USA 11 mars 2011) - 1000 meter – 2:40,92 (College Station, Texas USA 12 mars 2011) - 60 meter häck – 8,32 (College Station, Texas USA 12 mars 2011) - Höjd – 2,02 (Sandnes, Norge 10 januari 2015) - Stav – 4,70 (Fayetteville, Arkansas USA 13 mars 2010) - Stav – 4,70 (Lincoln, Nebraska USA 26 februari 2011) - Stav – 4,70 (College Station, Texas USA 12 mars 2011) - Längd – 7,31 (College Station, Texas USA 27 februari 2009) - Kula – 16,62 (Lincoln, Nebraska USA 22 januari 2011) - Kula – 16,62 (Göteborg 12 mars 2016) - Sjukamp – 5 902 (College Station, Texas USA 12 mars 2011) |